# عمل اليوم والليلة (كتاب)
عمل اليوم والليلة هو كتاب يختص بالأذكار التي وردت عن النبيﷺ، ألفه الحافظ ابن السني (280 هـ - 364 هـ).
يعد الكتاب من الكتب المهمة في التراث الإسلامي التي صنفت في الأذكار، فقد جمع المؤلف ابن السني ما أثر عن النبيﷺ من الأذكار التي كان يداوم عليها كأذكار الخلاء وأذكار الصلاة وأذكار الوضوء وأذكار النوم وأذكار الصباح والمساء وغيرها من الأذكار المثبتة عن الرسول بسند صحيح.

## مواضيع الكتاب
- ذكر ما كان النبي يقوله إذا أصبح
- سيد الإِستغفار
- كيف المسألة وثواب من سأل له ذلك
- ذكر الصلاة على النبي وعلى أزواجه وذريته
- ثواب الصلاة على النبي صلى الله عليه وسلم
- الترغيب في الدعاء بين الأذان والإِقامة
- ما يقول إذا دخل الخلاء
- ما يقول إذا خرج من الخلاء
- ما يقول إذا توضأ
- ما يقول إذا فرغ من وضوئه
- ما يقول إذا دخل المسجد
- ما يقول إذا إنتهى إلى الصف
- ما يقول إذا قضى صلاته
- ثواب من قرأ آية الكرسي دبر كل صلاة
- الحث على قول ربِّ أعني على ذكرك وشكرك وحسن عبادتك دبر الصلوات
- من استجار بالله من النار ثلاث مرات وسأل الجنة ثلاث مرات
- ثواب من قال في دبر صلاة الغداة
- الإِستعاذة في دبر الصلوات
- الإِستغفار عند الإِنصراف من الصلاة
- القعود في المسجد بعد الصلاة
- ما يقول إذا خرج من المسجد
- ما يقول إذا دخل بيته
- ما يقول لمن صنع إليه معروفاً
- ما يقول لأخيه إذا قال: إني لأُحِبُّك
- ما يقول إذا عرض عليه أهله وماله
- ما يقول إذا ناداه
- ما يقول إذا قيل له: كيف أصبحت
- ما يقول إذا رأى الغضب في وجهه
- التفدية
- إذا أحب الرجل أخاه هل يعلمه ذلك
- ما يقول لأخيه إذا رآه يضحك
- ما يقول إذا رأى من أخيه ما يعجبه
- باب ما يقول إذا رأى من نفسه وماله ما يعجبه
- ما يقول إذا عطس
- ما يقول لأهل الكتاب إذا تعاطسوا
- ما يقول إذا بلغه عن الرجل الشيء
- كيف الذم
- كيف المدح
- ما يقول إذا إشترى جارية أو دابة أو غلاماً
- النهي عن أن يقول الرجل لجاريته أمتي ولغلامه عبدي
- النهي عن أن يقال للمنافق سيِّدنا
- ذكر إختلاف الأخبار في قول القائل سيدنا وسيدي
- ما يقول إذا خطب امرأة
- ما يقال إذا تزوج
- ما يقول إذا أفاد أمره
- ما يقول إذا واقع أهله
- ما يقول صبيحة بنائه
- ما يقول إذا نسي التسمية
- ما يقول إذا شبع من الطعام
- ما يقول إذا شرب
- ما يقول إذا أكل عنده قوم
- ما يقول إذا أفطر
- ما يقول إذا غسل يديه
- ما يقول لمن أهدي له
- ما يقول إذا استجدَّ ثوباً
- ما يقول الخارج إلى صاحبه
- التسليم على الصبيان والدعاء لهم وممازحتهم
- ما يقول إذا قام
- ما يقول إذا أقرض
- ما يقول إذا قيل له: إن فلاناً يقرأ عليك السلام
- ما يقول إذا غضب
- ما يقول إذا جلس في مجلس كثر فيه لغطه
- من جلس مجلساً لم يذكر الله تعالى فيه
- الوقت الذي يستحب فيه الإِستغفار
- ما يستحب من الكلام عند الحاجة
- ما يقول إذا همَّ بالأمر
- ما يقول إذا أراد السفر
- ما يقول إذا وضع رجله في الركاب
- ما يقول الشاخص
- الحَدوُ في السفر
- ما يقول إذا انحدر من ثنية
- ما يقول إذا أشرف على مدينة
- ما يقول إذا عثرت به دابته
- ما يقول إذا كان في سفر فأقبل الليل
- ما يقول إذا أمسى
- كيف الشعار
- ما يقول إذا غلبه أمر
- ما يقول عند الكرب إذا نزل به
- ما يقول إذا راعه شيء
- دعاء الحاجة
- ما يستحب للإِنسان أن يقرأ كل لية
- ما يقول إذا فرغ من وتره
- ما يقول إذا أراد أن ينام
- ما يقول إذا أوى إلى فراشه
- ذكر ما اصطفى الله عز وجل لملائكته
- ذكر ما اصطَفى الله جل ثناؤه من الكلام
- أحب الكلام إلى الله تعالى
- ما يقول إذا انتبه من منامه
- ما يقول إذا قام إلى الصلاة من جوف الليل
- ما يستحب له من الدّعاء
- ما يقول إذا فرغ من صلاته وتبوأ مضجعه
- ما يقول إذا رأى في منامه ما يحب
- ما يقول إذا رأى في منامه ما يكره
- ما يقول إذا سمع الرعد والصواعق
- ما يقول إذا هاجت الريح
- ما يقول إذا عصفت الريح
- ما يقول إذا سمع نباح كلب
- ما يقول إذا سمع صياح الديك أو نهيق الحمير
- ما يجير من الدجال
- ذكر ما يكبّ العفريت ويطفىء شعلته
- ذكر ما يجير من الجن والشيطان
- ما يقول إذا رأى حية في مسكنه
- مختصر عزاء الجاهلية
- الإِنذار
- ما يؤمر به المشرك أن يقول
- ذكر ما كان النبي صلى الله عليه وسلم يقرأ على نفسه إذا اشتكى
- ما يقول على الحريق
- ما يقول على الملدوغ
- ما يقول على البثرة وما يضع عليها
- ما يقرأ على المعتوه
- ما يقرأ على من أصيب بعين
- ما يقول من كان به أسر
- ما يقول إذا دخل على مريض
- موضع مجلس الإِنسان من المريض عند الدعاء له
- ما يقول عند النازلة تنزل به
- ما يقول المريض إذا قيل له: كيف تجدك
- ما يقول للخائف
- ما يقول إذا أصابته مصيبة
- ما يقرأ على الميت
- نوع آخر من الدعاء
- ما يقول إذا وضع الميت في اللَّحد
- الدعاء لمن مات بغير الأرض التي هاجر منها
- ثواب من كان يشهدُ أَن لا إله إلاَّ الله